# Річард Познер
Річард Аллен Познер (англ. Richard Allen Posner) (народився 11 січня 1939 року) — американський правознавець та економіст, суддя Апеляційного суду сьомого округу в Чикаго та лектор на юридичному факультеті Університету Чикаго. Він є лідируючим науковцем в галузі права та економіки, а також був визнаним The Journal of Legal Studies як найбільш цитований вчений в галузі юриспруденції ХХ століття.
Познер є автором близько сорока книг з юриспруденції, економіки, а також декількох інших тем, таких як: Економічний аналіз права; Економіка правосуддя; Проблеми юриспруденції; Секс і розум; Право, Прагматизм і демократія; Криза капіталістичної демократії. Познера загалом ідентифікують як політичного консерватора; проте, в останні роки він віддалив себе від позиції Республіканської партії, виносячи більш ліберальні рішення, що стосуються зокрема одностатевого шлюбу та аборту.

## Молоді роки та освіта
Народився в юдейській сім'ї, в  Нью-Йорку. Вищу освіту отримав в Йєльському коледжі (бакалавр мистецтв, 1959, summa cum laude), за фахом „англійська“, та на юридичному факультеті Гарвардського університету (LL.B., 1962,magna cum laude), де він був першим в своєму класі та президентом Harvard Law Review. Займав посаду співробітника канцелярії при судді Вільямі Бренану в Верховному Суді США впродовж 1962—1963 р., пізніше став радником Філіпа Елмана, який був  комісаром Федеральної торгової комісії. Пізніше Познер стверджував, що Федеральна торговельна Комісія має бути скасована. Він продовжив працювати в Управлінні заступника міністра юстиції в Департаменті Правосуддя США, під керівництвом заступника міністра юстиції Тергуда Маршала.

## Юридична кар'єра
В 1968 р., Познер зайняв посаду викладача на юридичному факультеті Стенфордського університету. В 1969, він зайняв посаду старшого викладача на юридичному факультеті в університеті Чикаго. Він був одним з редакторів The Journal of Legal Studies в 1972.
27 жовтня 1981 р., президентом Рональдом Ріганом, був призначений на посаду в Апеляційному суді сьомого округу США після Філіпа Уїльса Тона. Познер був підтверджений Сенатом 4 листопада 1981 р., та отримав свої повноваження 1 грудня 1981року. Він був Головним суддею цього суду в період 1993—2000 рр., залишаючись професором в Університеті Чикаго.
Річард Познер є прагматиком в філософії, та економістом в юридичній методології. Він написав багато статей та книг, в яких порушує широке коло питань, а саме: право та економіка; право та література; федеральне судочинство; теорія моралі; інтелектуальна власність; антимонопольне право; правова історія. Познер також є досить відомим своїми публікаціями з приводу широкого кола поточних проблем, включаючи: конфлікт щодо перерахунку голосів на президентських виборів 2000 року; Скандал Клінтон — Левінскі та процедура імпічменту Клінтона, а також вторгнення в Ірак 2003 р..
Його аналіз скандалу з Левінські розкриває більшість партійних та ідеологічних течій. Найбільше значення мають роботи Річарда Познера з питань права і економіки; журнал  The New York Times назвав його «одним з найбільших вчених у сфері антимонополій другої половини минулого століття.» В грудні 2004 року, Познер почав вести блог разом з лауреатом Нобелівської премії, економістом Гері Беккером, під назвою «Блог Беккера-Познера» («The Becker-Posner Blog»). Блог існував до того часу, поки не помер Гері Беккер у травні 2014 року, після чого Познер заявив, що блог не продовжуватиметься. Він також вів свій блог The Atlantic, де він обговорює фінансову кризу.
Познер був згаданий в 2005 році як потенційний номінант на заміну Сандрі Дей О'Коннор, через свої досягнення в ролі науковця та апеляційного судді. Роберт С. Бойнтон написав в The Washington Post, що Познер ніколи не буде засідати в Верховному суді, тому що не дивлячись на його «очевидний блиск», він буде підданий критиці за його зрідка «обурливі висновки», такі як твердження, що «верховенство права є випадковим та необов'язковим елементом правової ідеології», його аргументи, що «купівля та продаж дітей на вільному ринку призведе до кращих результатів, ніж нинішня ситуація, де державою регулюється усиновлення, а також його підтримку легалізації марихуани та ЛСД.

### Познер на серії Познера
Суддя Познер був у центрі «серії» постів (багато інтерв'ю з суддею) зроблених професором Вашингтонського Юридичного Університету Рональдом К. Л. Коллінзом. Дванадцять постів — збірна назва «Posner on Posner» — розпочались з 24 листопада 2014 року та завершились 5 січня 2015 року і з'явились на Concurring Opinions blog.

## Юридична та філософська позиція
В молодості Познера та в 1960-ті роки в ролі помічника Уільяма Дж. Бреннана його вважали лібералом. Проте, у відповідь на деякі з передбачених подій кінця 1960-х років, погляди Познера набрали дивний консервативний нахил. Він познайомився з економістами Чиказької школи Аароном Директором та Джорджом Стіглером, поки був професором в Стенфорді. Він стисло розповів про свої погляди щодо права та економіки в книзі «Economic Analysis of Law» 1973 року.
Нині, хоча в наукових колах Познера зазвичай розглядають як правого, його прагматизм, його кваліфікований моральний релятивізм і моральний скептицизм, та його любов до думки Фрідріха Ніцше відрізняє його від більшості американських консерваторів. Як суддя, за винятком його рішень по відношенню до керівних принципів вироку і запис дій поліції, судовий голос Познера завжди ставив його на ліберальне крило Республіканської партії, де він став більш ізольованим з часом. В липні 2012 року Познер сказав: «Я став менш консервативним, так як Республіканська Партія розпочала ставати тупою». На Познера в судовому розумінні вплинули американські правознавці Олівер Венделл Голмс та Лернед Хенд.

### Аборти
Познер кілька разів викладав позицію, прихильну до права на аборт, включаючи рішення, в якому зазначав, що аборт на пізніх строках є конституційно захищеним за деяких обставин.
У листопаді 2015 року Познер виніс рішення в Planned Parenthood of Wisconsin, inc., et. al v. Brad D. Schimel скасувавши положення про клініки абортів у штаті Вісконсин. Він відкинув аргумент уряду штату про те, що закони були написані для захисту здоров'я жінок, а не для перешкоджання абортам. Звинувативши уряд у непрямому прагненні заборонити аборти в штаті, Познер писав: «Вони можуть зробити це в ім'я захисту здоров'я жінок, які зробили аборт, тим НЕ менш, як і в цьому випадку, конкретні заходи, які вони підтримують, можуть зробити мало або нічого для здоров'я, проте швидше створюють перешкоди абортам»

### Захист тварин
Познер брав участь в дебатах з етики стосовно використання тварин в наукових дослідженнях з філософом Пітером Сінгером в 2001 році в журналі «SLATE». Він стверджував, що захист тварин суперечить моральним принципам людини, і що співчуття за спричинення болі і страждання тварин не замінює прогресу суспільства. Він також стверджує, що він довіряє своїй моральній інтуїції і вона підказує йому: «не правильно надавати таку ж вагу страждань собаці, як і стражданням дитини». Він залишає відкритою можливість, що факти про свідомість тварин і людей можуть змінити його позицію в майбутньому; він стверджує, що люди, чия точка зору змінилася під впливом етичної позиції книги Сингера «Звільнення тварин» не бачать «радикалізму етичного підходу, що живить їхні погляди на тварин, етичну позицію, що знаходить більшу цінність у здоровому поросяті, ніж в розумово відсталій дитині, що наказує спричиняти меншу біль людині для запобігання заподіяння більшого болю собаці, і яка передбачає, що шимпанзе, яке має 1 % психологічних здібностей нормальної людини, потребує жертв від людини для збереження 101 шимпанзе».

### Антимонопольна політика
Разом з Робертом Борком, Познер допоміг сформувати зміни в антимонопольній політиці 1970-х років, за допомогою своїх ідей, що антимонопольні закони 1960-х років фактично зробили ціни вищими, а не нижчими для споживача; він розглядав низькі ціни як істотну кінцеву мету будь-якої антимонопольної політики. Теорії Познера та Борка у цій сфері стали переважаючими в академічних кругах та в Управлінні юстиції Адміністрації Джорджа Буша.

### Синя книжка (Bluebook)
Синя книга — це керівництво зі стилю оформлення, що містить найбільш широко використовувану систему цитування в США. Познер є одним з тих, хто виступає за скасування «Синьої книги», захищавши її протягом майже 25-ти років, починаючи зі своєї статті 1986 р., коли Universite of Chicado Law Review розглянули статтю по темі". У 2011 році в статті Yale Law Journal він написав: «Синя книга: Єдина система цитування — приклад гіпертрофії в антропологічному сенсі, це жахливий витвір, віддалений від функціональних потреб правових форм цитування, що служить абсурдній потребі правової культури і студентської субкультури»

### Наркотики
Познер критикував «Війну з наркотиками» у США і назвав її «донкіхотство». У 2003 році в інтерв'ю CNBC він розповів про труднощі виконання законів стосовно обороту марихуани, і стверджував, що тяжко виправдати криміналізацію марихуани в порівнянні з іншими речовинами. У 2012 році, в коледжі Елмхерст під час промови, Познер сказав: «Я не думаю, що ми повинні мати частину законодавства про наркотики, які у нас є. Я думаю, це справді абсурдно криміналізувати володіння чи використання або поширення марихуани».

### Газети
Познер підтримав створення закону, який забороняє гіперпосилання чи перефразування матеріалу, захищеного авторським правом як засіб для запобігання тому, що він розглядає як своєрідні «бульбашки» в журналістиці. Його спів-блогер Гері Беккер одночасно розмітив протилежну думку, що поки Інтернет може пошкодити газетам, це не буде завдавати шкоди пресі, але швидше буде стимулювати її.

### Патент і авторське право
Познер висловив стурбованість у спільному з Гері Беккером блозі, що захист і патентних, і авторських прав, хоча особливо перший, можуть бути надмірними. Він стверджує, що вартість винаходу має бути порівнюваною з вартістю копіювання з метою визначення оптимального патентного захисту для винахідника. Коли патентний захист занадто сильний на користь винахідника, ефективність ринку знижується. Він ілюструє свій аргумент шляхом порівняння фармацевтичної промисловості (де вартість даного винаходу висока) з програмною індустрією (де вартість винаходу є відносно низьким).

### Захист поліції
В складі трьох суддів Сьомого округу в Чикаго, вирішуючи питання про оскарження Закону Іллінойсу про прослуховування, який забороняє запис переговорів без згоди всіх сторін в розмові, Познер сказав одну пам'ятну цитату. Йшлося про конституційність Закону Іллінойсу про прослуховування, що робить незаконним запис когось без його згоди, навіть при зйомках публічних актів як арешт в громадських місцях. Познер перервав ACLU після того, як заявивши, що «Так, я знаю, але мені це не цікаво, що ви хочете зробити з цими записами зустрічей людей з поліцією ….». Познер продовжив: «Після того, як всі ці речі можуть бути записані, там буде набагато більше того, що вишукують  репортери і блогери …. Я завжди з підозрою слухаю, коли цивільні люди починають говорити поліції, як робити свої справи». Суд підтримав скаргу 2-1, скасувавши Закон про підслуховування, але Познер написав окрему думку.

### Ув'язнені
На противагу рішенню, яке раніше виніс його протеже Френк Істербрук стосовно прав ув'язнених, Познер написав, що рішення Істербрука про те, що жінки-охоронці могли наглядати за чоловіками-ув'язненими, поки вони перебувають в  душі або в ванні, повинні випливати з того, що ув'язненні є «представниками іншого виду, ніби як тип паразитів, позбавлений людської гідності і такий, що не заслуговує на повагу… Я не дивлюсь на 1,5 мільйонів мешканців американських в'язниць в такому світлі»

### Приватність
Познер применшував соціальні вигоди конфіденційності. «Я трохи перебільшую, але я думаю, що конфіденційність в першу чергу бажана для людей, тому що вони хочуть приховувати інформацію, щоб обдурити інших». Згідно з одним автором, Познер заявив, що «руйнування сфери приватності та сприяння відкритості є економічно і морально вигідним».

### Одностатеві шлюби
У вересні 2014 року, Познер виклав позиції в об'єднаних справах Вольфа проти Волкера та Баскіна проти Богана, в рішенні штатів Вісконсин та Індіана на заборону одностатевого шлюбу. Рішенням трьох суддів з Апеляційного суду сьомого округу США ухвалили, що заборона одностатевих шлюбів в Індіані та Вісконсині є неконституційна, підтвердивши рішення суду нижчої інстанції. Після усних аргументів, Генеральний прокурор штату Вісконсин назвав традицію як обґрунтування збереження заборони, що спонукало Познера відзначити, що: «Це була традиція не допускати шлюбу чорношкірих та білих — але цю традицію відкинуто». Познер заявив, що  заборона на одностатевих шлюбів була одночасно «традицією ненависті» та «дикою дискримінацією». Познер виклав одностайну позицію суду, визнавши закони неконституційними відповідно до клаузи про рівний захист. Верховний Суд відхилив наказ про витребування справи і лишив позицію Познера в силі.

## Судова кар'єра
Познер є одним з найбільш плідних юридичних письменників, через кількість і тематичну широту його поглядів, не кажучи вже про його наукові і популярні твори. На відміну від багатьох інших суддів, він пише всі свої власні позиції. Лауреат Нобелівської премії, економіст Роберт Солоу каже, що Познер «Є, по-видимому невичерпним письменником про… майже все. Назвати його ерудитом було б грубим применшенням …. суддя Познер, очевидно, пише, як інші люди дихають», хоча економіст описує розуміння суддею економіки як «в деякому відношенні, … недосконале.»
Завдяки величезному обсягу його продукції, думки Познера цитують й інші судді, а також його думки вивчають в юридичних академіях. Прикладом може служити його рішення в Indiana Harbor Belt Railroad Co. v. American Cyanamid Co., що головним елементом правопорушення, які викладаються в правових школах США, де справа використовується для вирішення питання про те, коли краще застосовувати відповідальність через недбалість або сувору відповідальність.
У своєму рішенні по справі 1997 State Oil Co. v. Khan, Познер пише, що постанова 1968 — антимонопольний прецедент, встановлений Верховним судом — був «хитким», і «неправильним». Тим не менш, він дотримався попереднього рішення при формулюванні своєї позиції. Верховний суд задовольнив витребування справи і скасував рішення 1968 одноголосно Сандра Дей О'Коннор написала свою думку і дала позитивну оцінку критиці Познера.
У 1999 році Познер був приватним посередником між сторонами, які беруть участь в Microsoft antitrust case.
У дослідженні, опублікованому Фредом Шапіро в Університеті Чикаго, 'The Journal of Legal Studies' зазначено, що Познер є найбільш цитованим правознавецем всіх часів зі значним відривом, так як праця Познера породила 7,981 цитувань, порівняно з другим місцем. яке належить Рональду Дворкіну — 4488 цитувань.

## Нагороди та почесні звання
У 2004 році журнал Legal Affairs назвав Познера одним з 20 найкращих юридичних мислителів в США.
У 2008 році, University of Chicago Law Review опублікував привітальну статтю «Святкування 25-річчя суддівства Річарда Познера». Вебсайт «Проект Познер», деталізував багато юридичних думок Познера. Він був започаткований колишнім радником Познера Тімом Ву, який назвав Познера «ймовірно найбільшим юристом Америки». Інший колишній радник Познера Лоуренс Лезіг, написав: «це не просто суддя, я бачу в ньому і суддю і людину». Колишній декан Йєльської юридичної школи, Ентоні Т. Кронман, сказав, що Познер є «дуже раціональною людиною», якої він не бачив.

## Особисте життя
Познер та його дружина живуть в Гайд Парку, в Чикаго протягом багатьох років. Його син Ерік Познер також юрист і працює професором юридичного факультету університету Чикаго. Познер називає себе «людина-кіт» і є відданим своєму мейн куну Піксі.

### Твори
- 1973 Economic Analysis of Law, 1st ed.
- 1981 The Economics of Justice [Архівовано 26 червня 2016 у Wayback Machine.], ISBN 978-0-674-23526-7
- 1988 Law and Literature: A Misunderstood Relation, ISBN 978-0-674-51468-3
- 1990 The Problems of Jurisprudence [Архівовано 26 червня 2016 у Wayback Machine.], ISBN 978-0-674-70876-1
- 1990 Cardozo: A Study in Reputation, ISBN 978-0-226-67556-5
- 1992 Sex and Reason [Архівовано 26 червня 2016 у Wayback Machine.], ISBN 978-0-674-80280-3
- 1995 Overcoming Law [Архівовано 26 червня 2016 у Wayback Machine.], ISBN 978-0-674-64926-2, Among the topics is a critique of Robert Bork's constitutional theories, review of books about the legal system in the Third Reich, and a discussion of the legal culture reflected in the works of Tom Wolfe and E.M. Forster.
- 1995 Aging and Old Age, ISBN 978-0-226-67568-8
- 1996 The Federal Courts: Challenge and Reform [Архівовано 26 червня 2016 у Wayback Machine.] (2d ed.), ISBN 978-0-674-29627-5
- 1996 Law and Legal Theory in England and America, ISBN 978-0-19-826471-2
- 1998 Law and Literature (revised and enlarged ed.), ISBN 978-0-674-51471-3
- 1999 The Problematics of Moral and Legal Theory [Архівовано 26 червня 2016 у Wayback Machine.], ISBN 978-0-674-00799-4
- 2001 Frontiers of Legal Theory [Архівовано 4 січня 2013 у Wayback Machine.], ISBN 978-0-674-01360-5
- 2001 Antitrust Law, 2nd ed., ISBN 978-0-226-67576-3
- 2001 Breaking the Deadlock: The 2000 Presidential Election and the Courts, ISBN 978-0-691-09073-3
- 2002 Public Intellectuals: A Study of Decline [Архівовано 4 січня 2013 у Wayback Machine.], ISBN 978-0-674-00633-1
- 2003 Law, Pragmatism and Democracy [Архівовано 24 квітня 2016 у Wayback Machine.], ISBN 978-0-674-01081-9
- 2003 The Economic Structure of Intellectual Property Law [Архівовано 26 червня 2016 у Wayback Machine.] (Harvard Univ. Press) (with William Landes), ISBN 978-0-674-01204-2
- 2004 Catastrophe: Risk and Response, ISBN 978-0-19-530647-7
- 2005 Preventing Surprise Attacks: Intelligence Reform in the Wake of 9/11, ISBN 978-0-7425-4947-0
- 2006 Uncertain Shield: The U.S. Intelligence System in the Throes of Reform, ISBN 978-0-7425-5127-5
- 2006 Not a Suicide Pact: The Constitution in a Time of National Emergency, ISBN 978-0-19-530427-5
- 2007 The Little Book of Plagiarism, ISBN 978-0-375-42475-5
- 2007 Economic Analysis of Law, 7th ed., ISBN 978-0-7355-6354-4
- 2007 Countering Terrorism: Blurred Focus, Halting Steps, ISBN 978-0-7425-5883-0
- 2008 How Judges Think [Архівовано 26 червня 2016 у Wayback Machine.], ISBN 978-0-674-02820-3
- 2009 Law and Literature, 3rd. ed., ISBN 978-0-674-03246-0
- 2009 A Failure of Capitalism: The Crisis of '08 and the Descent into Depression, ISBN 978-0-674-03514-0
- 2010 The Crisis of Capitalist Democracy [Архівовано 2 червня 2016 у Wayback Machine.], ISBN 978-0-674-05574-2
- 2010 Economic Analysis of Law, 8th ed., ISBN 978-0-7355-9442-5

### Вибранні статті
- The Federal Trade Commission, 37 U. Chi. L. Rev. 47 (1969)
- A Theory of Negligence, 1 J. Legal Stud. 29 (1972)
- The Economics of the Baby Shortage: A Modest Proposal, 7 J. Legal Stud. 323 (with Elisabeth M. Landes) (1978)
- Statutory Interpretation — In the Classroom and in the Courtroom, 50 U. Chi. L. Rev. 800 (1983)
- The Problematics of Moral and Legal Theory, 111 Harv. L. Rev. 1637 (1998)
- Pragmatism Versus Purposivism in First Amendment Analysis, 54 Stan. L. Rev. 737 (2002)
- Transaction Costs and Antitrust Concerns in the Licensing of Intellectual Property, 4 J. Marshall Rev. Intell. Prop. L. 325 (2005)
- Foreword: A Political Court (The Supreme Court, 2004 Term), 119 Harv. L. Rev. 31 (2005)